# Albertirsa
Albertirsa é uma cidade da Hungria, situada no condado de Peste. Tem 72,96 km² de área e sua população em 2019 foi estimada em 12.532 habitantes.